# Red Roemenië-Unie
De Red Roemenië-Unie (Roemeens: Uniunea Salvați România, USR), is een Roemeense politieke partij. Bij de verkiezingen in 2016 won de USR 8,92% van de stemmen en werd daarmee de derde partij in de kamer. De USR is sinds december 2020 onderdeel van de regeringscoalitie.

## Geschiedenis
De partij werd opgericht op 21 augustus 2016 als nevenproject van de lokale partij Red Boekarest Unie (Uniunea Salvați Bucureștiul, USB). Deze partij werd opgericht op 1 juli 2015 en behaalde vanuit het niets 25% van de stemmen in Boekarest.
In 2016 besloten de USB en de Unie voor Codlea samen te gaan voor de landelijke verkiezingen. Deze fusie werd door de PSD en de PER en enkele individuen aangevochten. Pas op 29 december 2016, na de verkiezingsuitslag, werd de fusie door de rechter goedgekeurd.
In juli 2017 stapte partijleider Nicușor Dan op als partijleider en partijlid. USR stemde daarvoor tegen het wetsvoorstel om het huwelijk in de wet puur te definiëren als zijnde een verbinding tussen man en vrouw. Nicușor Dan voelde er niets voor om de partij in een liberale stroming te leiden, dat zou alleen maar afleiden van het echte doel van de USR namelijk het tegengaan van corruptie. Hij werd opgevolgd door Dan Barna. In aanloop naar de Europese verkiezingen van 2019 vormde de USR en PLUS van Dacian Cioloș een alliantie onder de naam Alianța 2020 USR PLUS. Zij behaalden samen 22,4% van de stemmen na PNL en PSD. Als combinatie stapte men in de regering van de PNL en de UDMR onder leiding van Florin Cîtu. Na minder dan een jaar stapte de USR-PLUS op 8 september 2021 uit de regering uit onvrede over de samenwerking met premier Cîțu en diens regeerstijl zoals het ontslag van hun minister van justitie. Direct na de val van het kabinet fuseerden USR en PLUS tot één partij en werd Dacian Cioloș tot partijleider gekozen.